# 大岡忠與
大岡 忠與（おおおか ただとも）は、三河西大平藩第4代藩主。大岡忠世家6代当主。
播磨安志藩第2代藩主・小笠原長逵の四男として生まれる。
西大平藩第3代藩主・大岡忠恒の養女を娶り、その養子として迎えられ、天明4年（1784年）に忠恒の隠居により家督を譲られる。同年、10代将軍徳川家治に御目見して従五位下・越前守に叙任するが、その2年後の天明6年（1786年）に死去した。
忠與には男児がおらず、家督は忠恒の次男の忠移が養子として継いだ。

## 系譜
父母
- 小笠原長逵（実父）
- 小林氏（実母） - 側室
- 大岡忠恒（養父）

正室
- 大岡忠恒の養女、大岡忠宜の娘

養子
- 大岡忠移 - 大岡忠恒の次男